# Money to Burn (альбом)
Money to Burn — десятий студійний альбом американського репера C-Bo, виданий 8 серпня 2006 р. лейблом West Coast Mafia Records. Платівка посіла 71-шу сходинку чарту Top R&B/Hip-Hop Albums та 49-те місце чарту Independent Albums.
Виконавчі продюсери: C-Bo та Folks. Виконавчий співпродюсер: Терренс «T-Po» Поу. У записі альбому взяли участь The Outlawz, Baby Bash, Laroo, Pizzo, Marvaless та ін.

## Список пісень
| #   | Назва                                                | Тривалість |
| --- | ---------------------------------------------------- | ---------- |
| 1.  | «Intro» (з участю The Outlawz)                       | 4:31       |
| 2.  | «I'm Your Pusher» (з участю Pizzo)                   | 3:30       |
| 3.  | «On My Toes» (з участю Baby Bash)                    | 3:47       |
| 4.  | «Left, Right» (з участю Big Zak та Eyezlow)          | 4:09       |
| 5.  | «Walked in tha Club» (з участю King James та Speedy) | 3:39       |
| 6.  | «Ball 4 a Livin'» (з участю Sean P з YoungBloodZ)    | 4:20       |
| 7.  | «On Top» (з участю Eyezlow)                          | 3:58       |
| 8.  | «Danger Music» (з участю Eyezlow)                    | 5:17       |
| 9.  | «Do tha Math» (з участю Laroo, Marvaless та Pizzo)   | 4:08       |
| 10. | «In the Trunk» (з участю 151)                        | 4:56       |
| 11. | «Same Niggaz» (з участю Domination та D-Mac)         | 4:18       |
| 12. | «I'm So Hood»                                        | 4:27       |
| 13. | «Rep Yo' Hood» (з участю Eyezlow)                    | 2:35       |
| 14. | «Get It, Get It»                                     | 3:33       |
| 15. | «Word»                                               | 3:27       |

## Чартові позиції
| Чарт (2006)               | Найвища позиція |
| ------------------------- | --------------- |
| US Independent Albums     | 49              |
| US Top R&B/Hip-Hop Albums | 71              |